# Grande Buraco Azul

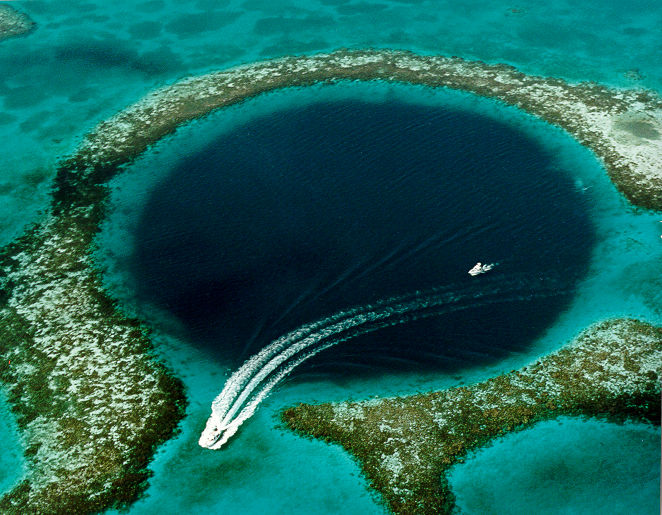
O Great Blue Hole, localizado próximo à ilha de Cayo Ambergris, no Belize.

Grande Buraco Azul (em inglês: Great Blue Hole) é um dos maiores buracos azuis do mundo. Fica localizado há quase 70 quilômetros mar adentro da Cidade de Belize.
Com forma de um círculo perfeito, tem pouco mais de 300 metros de largura e atinge 124 metros de profundidade.
Visível inclusive do espaço – foi captado por um satélite da Nasa em março de 2009 – ele é, na verdade, uma caverna que se formou há dezenas de milhares de anos, quando o nível do mar era muito mais baixo do que na atualidade.
Dragon Hole na China com 300 metros de profundidade e o Buraco Azul de Dean em Bahamas com 200 metros de profundidade são os maiores.